# Кильчевский, Александр Владимирович (учёный)
Александр Владимирович Кильчевский (род. 17 августа 1955, Горки) — белорусский генетик, доктор биологических наук, действительный член НАН Белоруссии.

## Биография
Александр Кильчевский родился в семье преподавателей Белорусской государственной сельскохозяйственной академии. После окончания в 1977 году Белорусской ГСХА 26 лет проработал в ней же. Создал в БГСХА первую в стране кафедру биотехнологии, крупнейший в Беларуси биотехнологический центр. На основе исследований в 1994 году защитил диссертацию на соискание ученой степени доктора биологических наук на тему «Взаимодействие генотипа и среды в селекции растений (на примере овощных культур и картофеля)». В 1995 г. присвоено звание профессора.
С 2010 года работает в Минске. Возглавляет Республиканский банк ДНК и Лабораторию экологической генетики и биотехнологии в Институте генетики и цитологии НАН Белоруссии. 2004—2014 гг. директор Института генетики и цитологии НАН Беларуси.
В 2014—2019 гг. главный учёный секретарь НАН Беларуси. С мая 2019 — заместитель Председателя Президиума НАН Беларуси.
Автор более 760 научных работ, в том числе 10 монографий, 4 учебников, 28 свидетельств селекционера, 1 патента на изобретение
Инициатор, соредактор и соавтор уникальной в СНГ 4-томной монографии «Генетические основы селекции растений».

## Вклад в науку
Основное направление научной деятельности А. В. Кильчевского — разработка принципов и методов экологической селекции растений с применением биотехнологии для создания высокопродуктивных, энергоэффективных и экологически стабильных сортов, обеспечивающих получение экологически безопасной продукции.
А. В. Кильчевский начал разрабатывать проблему взаимодействия генотипа и среды в селекции растений. Им совместно с академиком НАН Беларуси Л. В. Хотылевой разработан метод оценки адаптивной способности и экологической стабильности генотипов, среды как фона для отбора.
Им впервые комплексно изучена генетика накопления поллютантов (нитратов, тяжёлых металлов, радионуклидов) овощными культурами. Показано, что внутривидовое генетическое разнообразие растений по содержанию поллютантов позволяет путем отбора генотипов с минимальным выносом поллютантов уменьшить их накопление в продукции в 2—5 раз.
Внёс большой вклад в разработку методов селекции на гетерозис. Им впервые у самоопылителей на примере томата разработан метод реципрокного периодического отбора, теоретически обоснован и экспериментально проверен метод реципрокных тестеров. Им разработаны и усовершенствованы методы клонального микроразмножения голубики высокой, лилий, микро — и мини клубней картофеля и др. Им также предложен метод циклической селекции томата на холодостойкость и продуктивность по гаметофиту и спорофиту.
Соавтор районированных в Республике Беларусь 25-ти сортов томата и трёх сортов перца.

## Научная школа
Под его научным руководством подготовлено 2 доктора и 19 кандидатов наук.

## Признание
- Доктор биологических наук.
- Профессор.
- Член-корреспондент НАН Белоруссии с 2003 года, с 2017 года действительный член НАН Белоруссии.

## Сочинения
- Генотип и среда в селекции растений. Мн.: Наука и техника, 1989 (совм. с Л. В. Хотылёвой)
- Биометрия в генетике и селекции растений. М.: Изд-во МСХА, 1992 (в соавт.).
- Экологическая селекция растений. Мн.:Тэхналогiя, 1997 (совм. с Л. В. Хотылёвой).
- Селекция гетерозисных гибридов томата. Мн.: УП ИВЦ Минфина, 2005 (совм. с В. В. Скориной).
- монография «Генетические основы селекции растений» с соавторами.[3]

## Награды
- Медаль Франциска Скорины (2014).
- Заслуженный деятель науки Республики Беларусь (2024)[4].
- Медаль им. Н. И. Вавилова, С. И. Жегалова.
- Премии НАН Беларуси (1999 г., 2015 г.).
- Благодарность президента Белоруссии.
- Лауреат премии НАН Беларуси (1999 г., 2015 г.),
- Отличник образования Республики Беларусь.
- Почётные грамоты Совета Министров Республики Беларусь, НАН Беларуси, Минсельхозпрода, ВАК, БРФФИ.
- Почётный профессор Вармийского-Мазурского университета (Польша), Почётный доктор Белорусской государственной сельскохозяйственной академии, Ольштынской аграрно-технической академии (Польша).